# Stegophiura nodosa
Stegophiura nodosa is een slangster uit de familie Ophiuridae.
De wetenschappelijke naam van de soort werd als Ophiura nodosa in 1855 gepubliceerd door Christian Frederik Lütken.